# Conseil de comté (Suède)
Un conseil de comté (en suédois : landsting) est un conseil autonome local et l'une des principales subdivisions administratives de la Suède, au-dessus des communes. Il y a un conseil de comté dans chacun des vingt comtés composant le pays. Les conseils sont régis par une assemblée de conseil de comté (landstingsfullmäktige) qui est élu par les électeurs du comté tous les quatre ans, simultanément aux élections générales. Les principales responsabilités des conseils sont le système de santé et les transports en commun.

## Système électoral
La Suède est divisée en  onze comtés (län) et neuf régions (regionen). Les premiers sont essentiellement chargés des domaines de la santé et des transports, tandis que les régions bénéficient de compétences accrues en matière de développement régional. Les organes délibérants portent respectivement le nom d’assemblées de comtés (landstingsfullmäktige) ou de conseils régionaux (regionfullmäktige). Ils procèdent aux élections de leur exécutifs. La région du Gotland n'est par ailleurs pas subdivisée en communes, à laquelle elle se substitue, ce qui en fait la collectivité locale aux compétences les plus étendues en Suède.
Les assemblées ou conseils des onze comtés et neuf régions sont composés de 45 à 149 sièges en fonction de leurs populations, pour un total de 1662 conseillers renouvelés tous les quatre ans au scrutin proportionnel plurinominal selon la méthode de Sainte-Laguë. Les scrutins sont organisés le même jour que les législatives et les municipales.